# Октябрьское сельское поселение (Мариинско-Посадский район)
Октябрьское се́льское поселе́ние — упразднённое муниципальное образование в Мариинско-Посадском районе Чувашии Российской Федерации.
Административным центром являлось — село Октябрьское.

## История
Статус и границы сельского поселения установлены Законом Чувашской Республики от 24 ноября 2004 года № 37 «Об установлении границ муниципальных образований Чувашской Республики и наделении их статусом городского, сельского поселения, муниципального района и городского округа»
Упразднено законом от 29 марта 2022 года в рамках преобразования муниципального района со всеми входившими в его состав поселениями путём их объединения в муниципальный округ.

## Население
| 2010  | 2012  | 2013  | 2014  | 2015  | 2016  | 2017  |
| ----- | ----- | ----- | ----- | ----- | ----- | ----- |
| 1728  | ↗1731 | ↗1735 | ↘1721 | ↘1671 | ↘1629 | ↘1604 |
| 2018  | 2019  | 2020  | 2021  |       |       |       |
| ↗1615 | ↘1579 | ↘1525 | ↘1496 |       |       |       |

## Состав сельского поселения
| № | Населённый пункт | Тип населённого пункта       | Население |
| - | ---------------- | ---------------------------- | --------- |
| 1 | Акшики           | деревня                      | ↗162      |
| 2 | Большое Аккозино | деревня                      | ↗255      |
| 3 | Истереккасы      | деревня                      | ↗114      |
| 4 | Октябрьское      | село, административный центр | ↗937      |
| 5 | Передние Бокаши  | деревня                      | ↗218      |
| 6 | Старое Тогаево   | деревня                      | ↗136      |
| 7 | Хорнъялы         | деревня                      | ↗76       |